# Episodi di Partners
La prima e unica stagione della serie televisiva Partners è stata trasmessa sul canale statunitense CBS dal 24 settembre 2012; il 16 novembre dello stesso anno il network ha annunciato la cancellazione della serie dopo solo sei episodi trasmessi. I restanti sono andati in onda per la prima volta in Sudafrica dal 14 dicembre 2012 al 25 gennaio 2013 sul canale DsTV del gruppo M-Net Channels.
In Italia la stagione è inedita.
| nº | Titolo originale               | Titolo italiano | Prima TV          | Prima TV Italia |
| -- | ------------------------------ | --------------- | ----------------- | --------------- |
| 1  | Pilot                          |                 | 24 settembre 2012 |                 |
| 2  | Chicken & Stuffing             |                 | 1º ottobre 2012   |                 |
| 3  | The Jeter Exception            |                 | 8 ottobre 2012    |                 |
| 4  | The Key                        |                 | 15 ottobre 2012   |                 |
| 5  | 2 Broke Guys                   |                 | 5 novembre 2012   |                 |
| 6  | Temporary Insanity             |                 | 12 novembre 2012  |                 |
| 7  | My Best Friend's Wedding Ring  |                 | 14 dicembre 2012  |                 |
| 8  | Troubled Water                 |                 | 21 dicembre 2012  |                 |
| 9  | Pretty Funny                   |                 | 28 dicembre 2012  |                 |
| 10 | Straight Man's Best Friend     |                 | 4 gennaio 2013    |                 |
| 11 | The Archives                   |                 | 11 gennaio 2013   |                 |
| 12 | Two Nines and a Pair of Queens |                 | 18 gennaio 2013   |                 |
| 13 | Sperm und Drang                |                 | 25 gennaio 2013   |                 |